# Panionios GSS
Panionios GSS – grecki klub piłkarski z siedzibą w  Nea Smirni  w aglomeracji ateńskiej. Założony w 1890 roku w Smyrnie (obecnie Izmir w Turcji) przez grecką społeczność tego miasta, pod nazwą Orfeas Smyrne (Orfeusz Smyrna). W 1895 zmienił nazwę na Panionios. W 1922, po wypędzeniach greckiej mniejszości z Anatolii przez wojska Kemala Atatürka, klub przeniósł się do nowo tworzonej miejscowości pod Atenami, nazwanej Nea Smirni (Nowa Smyrna), gdzie kontynuuje swoją działalność do dziś.
Panionios nie odnosił dużych sukcesów w Alpha Ethniki (największym było 2. miejsce w 1971 roku), jednak na swoim koncie ma 2 zwycięstwa w Pucharze Grecji, czterokrotnie był również finalistą tych rozgrywek. Dzięki temu występował w Pucharze Zdobywców Pucharów i Pucharze UEFA. W 2001 roku zespół zmienił nazwę na Panionios N.F.C. aby, pod nowym szyldem, uniknąć bankructwa i spadku do niższych lig. Oryginalną nazwą klubu było: Πανιώνιος Γυμναστικός Σύλλογος Σμύρνης (Panionios Gymnastikos Syllogos Smyrnhs, PGSS), czyli w polskim tłumaczeniu: Wszechjońska Organizacja Gimnastyczna Smyrny, co obecnie jest nazwą amatorskiego klubu sportowego, działającego przy Panioniosie NFC.
W sezonie 2019/2020 klub zajął ostatnie, 14. miejsce w Superleague Ellada po rozpoczęciu sezonu z sześcioma ujemnymi punktami, jednakże wycofał się z rozgrywek Superleague Ellada 2 i przystąpił do gry w Gamma Ethniki (czwarty poziom rozgrywkowy).

## Sukcesy
- mistrzostwa Grecji:
  - wicemistrzostwo (1): 1950/1951, 1970/1971
- Puchar Grecji:
  - zwycięstwo (2): 1979, 1998
  - finał (4): 1952, 1961, 1967, 1989
- Puchar Bałkan:
  - zwycięstwo (1): 1970/1971
  - finał (1): 1985/1986

## Europejskie puchary
Legenda do wszystkich tabel:
- Q – runda eliminacyjna, 1/16, 1/8, 1/4, 1/2 – odpowiednia faza rozgrywek, Grupa – runda grupowa, 1r gr – pierwsza runda grupowa, 2r gr – druga runda grupowa, F – finał, R – runda, PO – play-off
- k. – rzuty karne, los. – losowanie, Dogr. – dogrywka, w. – zasada bramek strzelonych na wyjeździe

| Sezon   | Rozgrywki                 | Runda   | Przeciwnik             | Dom | Wyjazd | Ogólnie    |
| ------- | ------------------------- | ------- | ---------------------- | --- | ------ | ---------- |
| 1969/70 | Puchar Miast Targowych    | 1R      | Hansa Rostock          | 2–0 | 0–3    | 2–3        |
| 1971/72 | Puchar UEFA               | 1R      | Atlético Madryt        | 1–0 | 1–2    | 2–2, w.    |
| 1971/72 | Puchar UEFA               | 2R      | Ferencváros            | 0–2 | 0–6    | 0–8        |
| 1979/80 | Puchar Zdobywców Pucharów | 1R      | FC Twente              | 4–0 | 1–3    | 5–3        |
| 1979/80 | Puchar Zdobywców Pucharów | 2R      | IFK Göteborg           | 1–0 | 0–2    | 1–2        |
| 1987/88 | Puchar UEFA               | 1R      | Toulouse FC            | 0–1 | 1–5    | 1–6        |
| 1998/99 | Puchar Zdobywców Pucharów | 1R      | FC Haka                | 2–0 | 3–1    | 5–1        |
| 1998/99 | Puchar Zdobywców Pucharów | 2R      | Apollon Limassol       | 3–2 | 1–0    | 4–2        |
| 1998/99 | Puchar Zdobywców Pucharów | 1/4     | S.S. Lazio             | 0–4 | 0–3    | 0–7        |
| 2003/04 | Puchar UEFA               | 1R      | FC Nordsjælland        | 2–1 | 1–0    | 3–1        |
| 2003/04 | Puchar UEFA               | 2R      | FC Barcelona           | 0–3 | 0–2    | 0–5        |
| 2004/05 | Puchar UEFA               | 1R      | Udinese Calcio         | 3–1 | 0–1    | 3–2        |
| 2004/05 | Puchar UEFA               | Grupa D | Newcastle United       | 0–1 |        | 4. miejsce |
| 2004/05 | Puchar UEFA               | Grupa D | Sporting CP            |     | 1–4    | 4. miejsce |
| 2004/05 | Puchar UEFA               | Grupa D | Dinamo Tbilisi         | 5–2 |        | 4. miejsce |
| 2004/05 | Puchar UEFA               | Grupa D | FC Sochaux-Montbéliard |     | 0–1    | 4. miejsce |
| 2007/08 | Puchar UEFA               | 1R      | FC Sochaux-Montbéliard | 0–1 | 2–0    | 2–1        |
| 2007/08 | Puchar UEFA               | Grupa H | Helsingborgs IF        |     | 1–1    | 4. miejsce |
| 2007/08 | Puchar UEFA               | Grupa H | Galatasaray SK         | 0–3 |        | 4. miejsce |
| 2007/08 | Puchar UEFA               | Grupa H | Austria Wiedeń         |     | 1–0    | 4. miejsce |
| 2007/08 | Puchar UEFA               | Grupa H | Girondins Bordeaux     | 2–3 |        | 4. miejsce |
| 2008    | Puchar Intertoto          | 2R      | OFK Beograd            | 3–1 | 0–1    | 3–2        |
| 2008    | Puchar Intertoto          | 3R      | SSC Napoli             | 0–1 | 0–1    | 0–2        |
| 2017/18 | Liga Europy               | 2Q      | ND Gorica              | 2–0 | 3–2    | 5–2        |
| 2017/18 | Liga Europy               | 3Q      | Maccabi Tel Awiw       | 0–1 | 0–1    | 0–2        |

## Skład na sezon 2017/2018
| Nr | Poz. | Piłkarz                                |
| -- | ---- | -------------------------------------- |
| 1  | BR   | Lefteris Astras                        |
| 3  | OB   | Jorgos Saramantas                      |
| 4  | OB   | Krystian Nowak                         |
| 5  | PO   | Washington                             |
| 6  | PO   | Peter Makrillos                        |
| 7  | PO   | Panagiotis Korbos (kapitan)            |
| 8  | OB   | Christos Tasoulis                      |
| 9  | PO   | Mërgim Brahimi                         |
| 10 | PO   | Srđan Spiridonović                     |
| 11 | NA   | Lazaros Lampru (wypożyczony z PAOK FC) |
| 12 | BR   | Matic Kotnik                           |
| 13 | OB   | Jérôme Guihoata                        |
| 14 | OB   | Dimitris Stawropulos                   |

| Nr | Poz. | Piłkarz                                      |
| -- | ---- | -------------------------------------------- |
| 16 | PO   | Jannis Oikonomidis                           |
| 17 | NA   | Samed Yeşil                                  |
| 19 | NA   | Jorgos Masuras                               |
| 21 | PO   | Emmanouil Siopis (wypożyczony z Olympiakosu) |
| 22 | OB   | Tanasis Papageorgiu                          |
| 23 | NA   | Gerasimos Wukelatos                          |
| 25 | PO   | Angelos Piniotis                             |
| 29 | OB   | Yaya Banana                                  |
| 37 | OB   | Walentinos Wlachos                           |
| 73 | BR   | Jorgos Bantis                                |
| 88 | PO   | Kyriakos Sawwidis                            |
| 96 | NA   | Fiorin Durmishaj                             |
| 99 | NA   | Nicki Bille Nielsen                          |

## Strony klubowe
- Oficjalna strona klubu